# مارك زينغا
مارك زينغا هو كاتب سيناريو وممثل بلجيكي، ولد في 21 أكتوبر 1984 في جمهورية الكونغو الديمقراطية.

## أعمال

### أفلام
- (2009) السيد لا أحد[2][3]
- (2015) ديبان
- (2015) طيف[4][5][6]
- (2016) الدكتور الأفريقي[7]

## وصلات خارجية
- مارك زينغا على موقع IMDb (الإنجليزية)
- مارك زينغا على موقع ألو سيني (الفرنسية)
- مارك زينغا على موقع أول موفي (الإنجليزية)
- مارك زينغا على موقع ديسكوغز (الإنجليزية)
- مارك زينغا على موقع قاعدة بيانات الفيلم (الإنجليزية)
- مارك زينغا على موقع كينوبويسك (الروسية)